# Lucien Suykens
Lucien Suykens (Blaasveld, 24 oktober 1943 – Mechelen, 13 maart 2025) was een Belgisch onderwijzer, onderwijsinspecteur en politicus voor de SP en vervolgens de sp.a.

## Levensloop
Suykens werd beroepshalve inspecteur van het gemeentelijk onderwijs en is regent economie-wiskunde. Ook was hij de directeur van een onderwijsinstelling.
Hij werd politiek actief voor de SP en was voor de partij lid van de Kamer van volksvertegenwoordigers voor het kiesarrondissement Mechelen-Turnhout van 1995 tot 1999. Bij de tweede rechtstreekse Vlaamse verkiezingen van 13 juni 1999 werd hij verkozen in de kieskring Mechelen-Turnhout. Hij bleef Vlaams Parlementslid tot juni 2004. Daarnaast was Suykens voorzitter van de SP-afdeling van de stad Mechelen.
Suykens was daarnaast van 2010 tot 2019 lid van de raad van bestuur en penningmeester van Racing Mechelen.